# Emmène-moi (film)
Pour les articles homonymes, voir Emmène-moi.
Pour plus de détails, voir Fiche technique et Distribution.
Emmène-moi est un film français réalisé par  Michel Spinosa, sorti en 1994.

## Synopsis
Sophie (Karine Viard) est abordée par deux militaires qu'elle accepte de suivre dans un hôtel. Elle reconnait en la personne du réceptionniste son ancien amant Vincent (Antoine Basler) avec qui elle a vécu une histoire passionnelle... 

## Fiche technique
- Titre français : Emmène-moi
- Réalisation : Michel Spinosa
- Scénario : Michel Spinosa et Gilles Bourdos
- Photographie : Antoine Roch
- Musique : Peter Hammill
- Pays d'origine :  France
- Date de sortie : 1994

## Distribution
- Karin Viard : Sophie
- Antoine Basler : Vincent
- Inês de Medeiros : Anna
- Didier Bénureau : Gardet
- Éric Savin : Giordano
- Bruno Putzulu : L'acolyte de Giordano
- Jean-Pierre Moulin : L'alpagueur
- Clément Sibony : Pascal